# Springniedrigwasser
Als Springniedrigwasser (SpNW, englisch Mean Lower Low Water, MLLW; Gegenteil Springhochwasser SpHW, Überbegriff Springtide) wird jenes Niedrigwasser bezeichnet, das den tiefsten Wasserstand infolge der halbmonatlichen Ungleichheit aufweist. Es wiederholt sich mehrmals hintereinander in Abständen von 2 Wochen. Auffällig ist es durch eine weiter als normal ablaufende Ebbe und das Trockenfallen weiter Küstenbereiche.

## Ursachen
Das Springniedrigwasser ist die Folge der gegenseitigen Stellung von Mond und Sonne, die jeweils etwa 2 Drittel bzw. 1 Drittel der Gezeiten verursachen. Bei Neumond und Vollmond, also wenn Sonne und Mond von der Erde aus gesehen hintereinander oder einander gegenüberstehen, verstärken sich die Anziehungskräfte der zwei Himmelskörper, was einen besonders großen Tidenhub bewirkt. 
Tatsächlich treten die Springtiden jedoch etwas verzögert ein, weil die Bewegung der großen Wassermassen einer gewissen Trägheit unterworfen ist. Diese Verzögerung ist in Binnenmeeren stärker als im offenen Ozean. In der Nordsee und in der  Deutschen Bucht macht sie 1 – 3 Tage aus, sodass die Phänomene Springniedrig- bzw. Springhochwasser i.a. erst bei zunehmendem Mond (schmale Mondsichel) bzw. abnehmendem Mond auftreten. Je eine Woche später ist der Tidenhub hingegen wesentlich geringer (Nipptiden).
Durch Unregelmäßigkeiten der Meeresbecken und Flussmündungen, der Winde und  Gezeitenströme usw. kann die halbmonatige Periodik der Nipp- und Springtiden jedoch stark gestört sein, sodass das Springniedrigwasser nicht überall der Springtide angehört, sondern im oberen Teil des Gezeitengebiets mancher Flüsse sogar zur Nippzeit eintreten kann.

## Mittleres Springniedrigwasser
Das mittlere Springniedrigwasser (MSpNW, englisch MSpLW) wird als Höhenbezug für die Seekarten verwendet, das sog. Seekartennull. Das MSpNW wird errechnet aus dem langfristigen Mittelwert des SpNW.  Es beschreibt den niedrigsten mittelfristig regulären Wasserstand, also abgesehen von einzelnen Niedrigwasserereignissen als Ausnahmezustand. Dadurch gibt die Karte jene Wassertiefen an, die dem Schiff im Normalfall noch verbleiben. Weil besonders niedrige Wasserstände eine Gefahr für die Küstenschifffahrt darstellen, wird vermehrt Lowest Astronomical Tide (niedrigstes Springniedrigwasser) verwendet. Die Nordseeanrainer haben dies bereits umgesetzt.